# 李正華 (明朝)
李正華（16世紀—17世紀），字懋實、又字文沙，號梅麓，江西瑞州府上高縣河北岸人，明朝政治人物。

## 生平
李正華是萬曆七年（1579年）己卯科江西鄉試舉人，授滕縣教諭，課士有方，提學副使李林寰提拔其文章為山東士林樣式，二十二年（1594年）陞南皮知縣，剛到任就嚴懲奸狡胥吏示警，縣內苦於煩重丁差，他編審時創立九則通融之法，令窮民得以休養生息，鄰縣亦借鑑為定式，同時他在連年饑荒捐俸賑濟，存活甚眾，不時督課造士，翻新城衙祠廟。適逢他得陞汝寧通判，士民赴闕清求留任，獲准加知府銜視事，兼鹽山縣事，致仕後不入城市，待人友善無閒言，著有《續自警編》一卷、《林下盟》二卷、《易疏鈔》一卷、《文昌史》一卷，入祀南皮、鹽山名宦祠。

## 引用
1. 1 2  嘉慶《上高縣志·卷十一·人物志》：李正華，字懋實，號梅麓，萬厯己卯舉人，選山東滕縣教諭，課士有方，學使李林寰拔其文為山東士林式，陞知南皮縣，縣於河間為僻壤，實意撫摩十年，善政彌殷，其最大者革除門役，講求救荒實政，民享其利，而發奸摘伏，豪勢斂跡，尤為上官倚重焉，陞汝寧通判，兼鹽山縣事，兩邑至今祠祀之，致仕居鄉足不入城，孝友婣睦人無間言，著有《續自警編》一卷、《林下盟》二卷、《易疏鈔》一卷、《文昌史》一卷，學者宗之。
2. ↑  民國《南皮縣志·卷七·文獻志一》：李正華，字文沙，上高舉人，萬曆二十二年知縣事，忠信明決，出以豈弟，有古循吏風，甫下車即燭猾胥奸狀，嚴譴示警，眾咋舌不敢犯；邑苦丁差煩重，編審時創為九則通融之法，使豪右不得影射，小民賴以蘇息，鄰封聞之願借為式，連值歲饑，捐俸賑濟存活甚眾，喜造士，督課無間寒暑，城衙廟祠悉鼎新之，會遷別駕，士民詣闕保留，準加知府銜視事，九載如一日，百廢俱興，祀名宦。